# Gasaraki
«Gasaraki» (яп. ガサラキ Гасараки) — аниме-сериал, сочетающий в сюжете элементы меха, мистики и военной драмы, созданный студией Sunrise. 25 серий были показаны по TV Osaka с 4 октября 1998 года по 28 марта 1999 года. Также в 1998—2000 годах компания Kadokawa Shoten выпустила одноимённую мангу в четырёх томах. В 2023 году состоялась трансляция на канале AT-X.
Помимо боевых механизмов, Gasaraki затрагивает национализм, проблемы геополитики и иммиграции, а также сложности мировой экономики. С одной стороны, упор делается на реализм, с другой, на мистицизм при помощи традиционного японского танца но. На этом фоне разворачивается история любви двух людей, которые более тысячи лет должны бороться с судьбой, чтобы быть вместе.

## Сюжет
С древнейших времён японский клан Ватанабэ обладал огромной силой и властью. Основой могущества клана было божество Гасараки, которому поклонялся клан и от которого получал «кугаев» — гигантских человекоподобных монстров, непобедимых воинов, управляемых с помощью людей, имеющих особые способности — каи. Самым страшным оружием клана был ритуал вызова Гасараки. Вызов сопровождался «огненным штормом», уничтожающим всё. Каи, вызвавший Гасараки, погибал, хотя легенда гласила, что достаточно сильный каи может не только выжить, но и управлять Гасараки. Около тысячи лет назад клан Го́ва, наследник клана Ватанабэ, отказался от использования кугаев и вызова Гасараки, поскольку вожди клана сочли эти средства слишком опасными.
В начале XXI века клан Гова процветает. Одно из направлений его деятельности — разработка новых вооружений. Опасность древних традиций уже основательно забылась, и молодые честолюбивые члены клана не видят ничего страшного в их применении. Используя древние знания, сохранённые в клане, и сохранившегося кугая, они создают TA (Tactical Armor) — антропоморфные боевые машины, предназначенные для манёвренного боя в городских условиях. Управляет TA пилот, система управления непосредственно взаимодействует с его нервной системой и качество управления сильно зависит от индивидуальных особенностей организма. Управление TA — огромная нагрузка, как физическая, так и психическая. В экспериментальную группу пилотов входит Гова Юсиро — младший сын из клана Гова. Он — каи, и благодаря своим способностям является лучшим из пилотов. Попытки добиться столь же высокого уровня взаимодействия с TA для обычного пилота путём медикаментозной стимуляции провалились — пилоты не выдерживают нагрузки и сходят с ума.
Не только Гова владеют секретами Гасараки. Корпорация «Символ» также занимается разработками TA, и уже восемь лет использует для экспериментов Михару — неизвестно как найденную ими девушку-каи. Исследования идут практически параллельно. И в тот же момент, когда над Юсиро проводят эксперимент, пытаясь повторить ритуал вызова, учёные «Символа» пытаются сделать то же самое с помощью Михару. В результате Юсиро, находясь в трансе, вступает с Михару в контакт, видит её и слышит голос: «Остановись, не призывай снова этот ужас!» Юсиро прерывает ритуал. Он в растерянности. Кто эта, видимо, хорошо знакомая ему девушка? Откуда в его памяти странные, непривычные образы и слова? Что означают слова об «ужасе»? Почему «снова»? Значит, он когда-то уже призвал Гасараки? Тогда кто он на самом деле? Чтобы ответить на эти и многие другие вопросы и, в конце концов, узнать тайну Гасараки, Юсиро приходится пройти через множество испытаний, встретиться с Михару, узнать много неожиданного и странного о себе и своей семье.
История Юсиро и Михару является основой сюжета сериала. Помимо неё, в сериале затрагивается множество тем. Прежде всего это глобальные вопросы войны и мира, всемирной гегемонии США, власти корпораций, неподконтрольных никаким правительствам, потенциальной неустойчивости мировой экономики, влияния экономики на политику, склонности сильных государств решать экономические проблемы военными средствами. Поднимаются внутренние проблемы Японии: наплыв иммигрантов и связанная с этим криминализация и обострение социальной напряжённости, превращение японцев в «нацию потребления» западного типа, забывающую свои исторические корни и теряющую национальную идентичность, расхождение между конституцией, запрещающей использование вооружённых сил вне Японии, и практики отправки военных в «горячие точки». Не обойдены и традиционные для меха-аниме темы: взаимоотношения в команде, взаимовыручка, доверие подчинённых командиру и командира — подчинённым, отношения низового звена военнослужащих, непосредственно воюющих на поле боя, с высшим командованием, часто склонным рассматривать людей как расходный материал, наравне с оружием и боеприпасами.

## Персонажи
Юсиро́ Го́ва (яп. 豪和 ユウシロウ Го:ва Юсиро:) — Младший сын главы клана Гова. Основное занятие — участие в экспериментах, связанных с разработкой TA. С детства обучался Гасара — ритуальному танцу вызова Гасараки. Внешне очень спокойный. В семье Гова к Юсиро ближе всего младшая сестра Мисудзу — она очень любит брата и страдает от того, что редко видится с ним. Кроме Мицудзу с теплотой к Юсиро относится только отец. Старшие братья просто используют младшего в качестве подопытного кролика. Со временем Юсиро узнаёт, что в действительности он вовсе не Гова. Настоящий Юсиро Гова погиб 8 лет назад во время очередного эксперимента по вызову Гасараки, его тело хранится в криогенной камере хранилища семьи Гова. Чтобы не останавливать эксперименты, мальчику, также обладающему способностями каи, ровеснику Юсиро и внуку его учителя, стёрли память и записали ранее сохранённую память погибшего Юсиро. Узнав правду о своём происхождении, Юсиро перестаёт считать себя чем-то обязанным клану Гова. Важными для него остаются только конкретные люди, к которым он по каким-то причинам испытывает симпатию: отец, сестра, Михару, пилоты TA, немногие знакомые и друзья. Вступив в контакт с древним кугаем, Юсиро становится обладателем воспоминаний каи, которые в своё время управляли этим кугаем. Именно к тем временам относятся его воспоминания о встрече с Михару, бывшей тогда ещё одним каи клана Гова.
Сэйю: Нобуюки Хияма
Михару (яп. ミハル Михару) — девушка, на несколько лет моложе Юсиро. Обладает способностями каи. Происхождение неизвестно. Восемь лет назад «Символ» нашёл её и начал использовать для экспериментов по созданию оружия. Михару унаследовала память каи, тысячу лет назад встретившейся с тогдашним Юсиро и вместе с ним остановившей призыв Гасараки. Нынешняя Михару — тихая, но отнюдь не забитая девушка. К своей роли подопытного кролика относится спокойно, внешне безразлично, к тем, кто её исследует — с некоторым пренебрежением. В нормальном состоянии сильная духом, целеустремлённая и деятельная. От слишком сильного нервного напряжения может сорваться и впасть в ступор; в таком состоянии она замыкается в себе и большую часть времени просто сидит, ни на что не реагируя. Давно осознала, что представляет большую ценность и может позволять себе практически что угодно, не боясь репрессий, поэтому бесстрашно делает то, что считает необходимым. Глава исследовательской группы, занимающейся Михару, за восемь лет привязался к девушке и уже не может относиться к ней как к испытуемому объекту — он бережёт Михару, старается по возможности оградить её от опасностей. Михару тоже относится к нему иначе, чем к остальным людям «Символа» — как к близкому человеку.
Сэйю: Мами Кингэцу
Дайдзабуро́ Го́ва (яп. 豪和 乃三郎 Го:ва Дайдзабуро:) — глава клана Гова, отец братьев Гова. Уже пожилой человек, опытен, умён, осторожен, сторонник политики поддержания статус-кво в деятельности клана.
Сэйю: Такэхиро Кояма
Кадзукиё Го́ва (яп. 豪和 一清 Го:ва Кадзукиё) — старший из братьев Гова. Политик, дипломат, менеджер, активно конкурирующий с отцом за пост главы клана Гова и, в конце концов, получающий этот пост. По мнению Кадзукиё, клан Гова должен проводить более активную политику, с использованием всех средств, имеющихся в распоряжении.
Сэйю: Юдзи Такада
Киёхару Го́ва (яп. 豪和 清春 Го:ва Киёхару) — второй брат Гова. Политик, дипломат, менеджер. Решает организационные вопросы, связанные с ведущими проектами клана. Верен клану, во всём подчиняется старшему брату, признавая его первенство и право решать.
Сэйю: Иссин Тиба
Киёцугу Го́ва (яп. 豪和 清継 Го:ва Киёцугу) — третий из братьев Гова. Учёный, непосредственно руководящий научной работой, связанной с Гасараки, феноменом каи, кугаями и разработкой TA.
Сэйю: Сё Хаями
Мисудзу Го́ва (яп. 豪和 美鈴 Го:ва Мисудзу) — младшая сестра Гова, на несколько лет моложе Юсиро. Очень любит Юсиро, беспокоится за него, ждёт его возвращения, когда Юсиро куда-то уезжает. Как выясняется в заключительной части фильма, Мисудзу — каи, как и Юсиро.
Сэйю: Сатоми Короги

## Список серий
| |                                                                       |            |  |
| 01 | Каменная сцена «Исибутай» (石舞台)                                    | 4.10.1998  |  |
| Экспериментальный отряд сил самообороны проводит очередную тренировку по использованию ТА. Капитан Гова Юсиро — лучший пилот в отряде, на этой тренировке показывает беспрецедентные результаты. Сразу вслед за этим — эксперимент на каменной арене в старой резиденции клана Гова — Юсиро должен выступить в роли танцора в ритуальном танце Гасара — призыве божества Гасараки. Впервые за восемь лет Гова решились на повторение ритуала, в прошлый раз вызвавшего катастрофу. Ритуал начинается успешно — приборы регистрируют гравитационную аномалию. В это же время в Белуджистане, в пустыне, «Символ» проводит аналогичный эксперимент над Михару. Первый контакт Юсиро и Михару. Ритуал прерван, остался вопрос: кто эта девушка из видений Юсиро, почему она просила не призывать снова «этот ужас»? |                                                                       |            |  |
| 02 | Первый танец «Дзё но май» (序ノ舞)                                    | 11.10.1998 |  |
| Эксперимент в Белуджистане не остался незамеченным — вспышка, зафиксированная со спутника, позволяет США обвинить Белуджистан в разработке ОМП и напасть на страну. По телеканалам крутят ролики с победными реляциями, но, похоже, реальная ситуация намного хуже — войска НАТО потерпели сокрушительное поражение, встретившись с новейшей боевой техникой, аналогичной ТА клана Гова. Поднимается вопрос об отправке экспериментальной роты ТА на войну — для «полевых испытаний», в действительности — на проверку реальным боем и для выяснения, что же произошло в Белуджистане на самом деле. Гова Юсиро ушёл в себя — он никому ничего не рассказывает и не объясняет, он понял, что в его прошлом было что-то, ему неизвестное, и пытается разобраться, что это. |                                                                       |            |  |
| 03 | Тэнкирин (деревянный круг на буддистских могилах) «Тэнкирин» (天気輪) | 18.10.1998 |  |
| Чтобы добиться отправки японских ТА в Белуджистан, сторонникам такого развития событий приходится пойти на крайние меры — министр юстиции Японии, бывший категорически против, гибнет в автокатастрофе. Не все офицеры экспериментальной группы в восторге от того, что вместе с ними, военными, на войну отправили Юсиро — гражданское лицо, лишь условно считающееся капитаном сил самообороны. А Мисудзу просто боится за брата. Но процесс запущен: группа летит в Белуджистан, где НАТОвские танкисты в очередной раз биты, теперь уже совершенно точно — аналогами ТА. |                                                                       |            |  |
| 04 | Мираж «Синкиро:» (蜃気楼)                                             | 25.10.1998 |  |
| Отряд японских ТА в Белуджистане. Там их встречает ещё один член клана Гова — похоже, они просто вездесущи. Спецгруппа не будет штурмовать столицу — ей поставлена задача взять под контроль объект, на котором проводился неизвестный эксперимент, зафиксированный спутниками по мощной вспышке. Операция проходит успешно — слабое сопротивление подавлено. Однако Юсиро, оказавшись вблизи от места эксперимента, теряет над собой контроль — он бросает свой ТА, выходит на площадку в эпицентре бывшей вспышки, и продолжает танец Гасара, прерванный на каменной арене. Аппаратура «Символа» и штабных машин SSDF фиксирует гравитационные искажения, и Киёцугу требует не мешать Юсиро — он хочет довести эксперимент до конца. Выстрел незамеченного снайпера прерывает танец — Юсиро, которого пуля лишь зацепила по шлему, приходит в себя. Экспериментаторы из «Символа» понимают, что в японском отряде — человек со способностями, аналогичными дару Михару, и бросают свои ТА в бой, чтобы захватить его. |                                                                       |            |  |
| 05 | Контакт «Сэссёку» (接触)                                              | 01.11.1998 |  |
| Юсиро едва успевает вернуться в свой ТА. Бой мог закончиться плохо — машины соперников практически равны по возможностям, численность равна, но вмешивается погода — налетевшая песчаная буря, к которой не готовы ТА обеих сторон — незащищённые механические суставы, рассчитанные на бой в городе, моментально забиваются песком. Остаётся только прекратить бой и эвакуироваться. Никто не удовлетворён результатами — американское командование требует от спецгруппы захватить хотя бы один ТА противника, «Символ», похоже, ставит перед собой ту же задачу. Бой между ТА Гова и «Символа» снова заканчивается «вничью» — японцам удаётся добыть лишь образец вражеского ТА. Между тем вездесущие журналисты передают первые, снятые издалека и в плохой видимости, снимки боя ТА. И оружие, и факт присутствия японских военных в зоне конфликта перестают быть тайной, а значит, возможны политические последствия. |                                                                       |            |  |
| 06 | Марионетка «Аяцури нингё:» (操り人形)                                 | 08.11.1998 |  |
| «Символ» сворачивает свою деятельность в Белуджистане. Полковник Стилбанов — диктатор страны, — убит «повстанцами». Спецгруппа должна как можно быстрее вернуться на родину — по разведданным, американцы могут планировать захват и японских машин, и образца вражеского ТА, захваченного в бою, с целью изучения. Юсиро случайно видит по телевизору репортаж о местном подземном храме. Посреди храма стоит девушка — та самая, из его видений. Не думая ни о чём, Юсиро отправляется в храм. Сослуживцы, узнав об очередной выходке парня, бросаются за ним — скоро вылет, да и небезопасно ему, чужаку, в только что завоёванной стране. Встреча и разговор с Михару пробуждают в Юсиро смутные воспоминания о далёком прошлом, он понимает, что был знаком с Михару очень давно, и тогда, в прошлом, с ними происходило что-то ещё, загадочное и страшное. Но приходится вернуться к реальности; храм — это ловушка, поставленная на Юсиро людьми «Символа». Лишь вмешательство офицеров спецгруппы, а затем, в критический момент — неизвестного беловолосого незнакомца, — срывает планы похитителей. |                                                                       |            |  |
| 07 | Возвращение «Кикан» (帰還)                                            | 15.11.1998 |  |
| Незнакомец, спасший Юсиро и Михару, похоже, очень осведомлён. Он даёт им возможность немного побыть вместе и поговорить, а потом помогает обоим вернуться к «своим». Ясности так и не удаётся добиться. Впрочем, Михару уверена — они ещё встретятся. На аэродроме обстановка накаляется. Если утром персонал просто старательно саботировал вылет, то теперь диспетчерская запрещает самолёту взлёт и требует досмотра оборудования американскими солдатами. Генерал Уэйн — командующий американскими войсками в Белуджистане, — работает на «Символ». Пока Гова Киёхару объясняется с американцами, самолёт спецгруппы взлетает самовольно. Но над Армекистаном — соседней страной, «Боинг» атакуют истребители, требующие приземлиться. Нет сомнений — противник пошёл ва-банк. Отказаться выполнять требования — самолёт будет сбит. Подчиниться — после посадки техника будет захвачена, а люди, наверняка, ликвидированы, чтобы не оставлять свидетелей. Самолёт не вооружён, единственный шанс на спасение — действовать оружием ТА, выбросив аппарат из самолёта на тросе. Нужно сбить два самолёта. Никто не сомневается — единственный, способный на такой фокус — Юсиро. Даже ему не удаётся поразить обе цели за один раз — лишь безупречное управление ТА позволяет превзойти манёвренность истребителя, успеть выстрелить ещё раз и спасти себя и свой самолёт. |                                                                       |            |  |
| 08 | Мир, наполненный болью «Катаку» (火宅)                                | 22.11.1998 |  |
| Военная операция Японии за пределами границ наделала много шума. Экспериментальная группа SSDF после возвращения с задания задержана на военной базе, фактически, на условиях домашнего ареста. Им рекомендуют поменьше болтать. Лишь Юсиро, по настоянию старшего брата, отпускают. Оказывается, Гова Кадзукиё уже давно контактирует с группой заговорщиков в высших эшелонах власти, возглавляемых Нисидой Кеем и полковником Хирокавой. Их цель — военный переворот в Японии, разрушение экономики страны, которое вызовет экономический кризис в мире, силовое побуждение японской нации к сплочению вокруг национальных идеалов. Заговорщики хотят «пробудить дух» японской нации, восстановить в японцах чувство общности, что позволит впоследствии выбрать адекватную форму правления и даст Японии возможность занять более высокое место в мире. Между тем «Символ» не оставляет попыток вернуть добытый в боях образец своих ТА. Михару и ещё несколько пилотов с ТА высаживаются в Гова-сити и в окрестностях бывшей резиденции клана, чтобы забрать трофей и взять образцы с каменной сцены Гова. Подключившись к компьютерной сети исследовательского центра, Михару находит досье Гова Юсиро и видит в нём последнюю запись, восьмилетней давности: умер. Она сообщает о своём открытии встреченному Юсиро. Теперь парень точно знает, что его память изменена, и он, в действительности, — не Гова Юсиро, а кто-то другой.                                                     |                                                                       |            |  |
| 09 | Хранилище, кладовая «О-кура» (御蔵)                                   | 29.11.1998 |  |
| Попытка Гова препятствовать бегству «Символа» из города провалилась. «Мать» Юсиро советует ему повидаться с учителем Сорати в заброшенной кладовой Гова. Младшая сестра Юсиро тоже направляется туда вместе с пилотов ТА по имени Атака. В кладовой Юсиро находит тело настоящего Юсиро. В подвале Юсиро обнаруживает «кугая», древнее роботоподобное существо. Михару идёт к кладовой с двумя членами «Символа». |                                                                       |            |  |
| 10 | Кугай «Кугай» (骨嵬)                                                  | 06.12.1998 |  |
| Юсиро входит в транс и получает управление кугаем, с помощью которого легко побеждает Михару и её коллег. Юсиро и Михару отправляются к Киото за правдой. В это время SSDF проводит эксперименты над четырьмя ТА. Эксперимент проваливается. |                                                                       |            |  |
| 11 | Узы «Кидзуна» (絆)                                                    | 13.12.1998 |  |
| Юсиро и Михару идут через лес, преследуемые Гова, и встречаются с Мисудзу и Атака. Вскоре всех четверых ловит отряд Говы. Третий экспериментальный отряд получает приказ остановить ТА, пилотируемый биомодифицированным солдатом, который вышел из под контроля. Однако ТА не в состоянии справиться с заданием. |                                                                       |            |  |
| 12 | Прореха «Хокороби» (綻び)                                             | 20.12.1998 |  |
| Пойманные Михару и кугай попадают в руки Киёцугу. Юсиро воссоединяется с Третьим экспериментальным отрядом и помогает им справиться с вышедшим из под контроля пилотом. |                                                                       |            |  |
| 13 | Уход «Табидати» (旅立ち)                                              | 27.12.1998 |  |
| Над Михару и кугаем ставят опыты. Юсиро начинает подозревать, что его семья была вовлечена во все недавние события. Дайдзабуро выясняет мотивы Юсиро, а затем ставит остальных членов семьи перед выбором: встать на его сторону или присоединиться к Кадзукиё. Оставшиеся сыновья выбирают Кадзукиё, тот становится новым главой семьи. Дайдзабуро помогает Юсиро и Михару бежать. |                                                                       |            |  |
| 14 | Компаньоны «До:ко:» (同行)                                            | 10.01.1999 |  |
| Нисида удивляет Кадзукиё своей осведомлённостью о клане Кугуцу и Гасараки. Юсиро и Михару продолжают путешествие в Киото. Сорати рассказывает Мисудзу о том, что настоящий Юсиро мёртв. |                                                                       |            |  |
| 15 | Порог «Сики» (閾)                                                     | 17.01.1999 |  |
| В Киото Юсиро и Михару узнают историю клана Ватанабэ, на который они работали пилотами. Когда император приказал Кугай передать бразды правления, Цуна Ватанабэ отказывается подчиниться и захватывает место главы. Клан хочет низвергнуть императора. |                                                                       |            |  |
| 16 | Карма «Сюкуго:» (宿業)                                                | 24.01.1999 |  |
| Продолжается флэшбек к истории клана Ватанабэ. Клан атакует столицу, Михару убивает Цуну, напавшего на Юсиро, что останавливает обе стороны конфликта. Михару после флэшбека теряет сознание. |                                                                       |            |  |
| 17 | Хаос «Контон» (混沌)                                                  | 31.01.1999 |  |
| Юсиро и Михару прячутся в трущобах. Там они находят помощника по имени Ван. Ван представляется членом банды, но на самом деле служит в «Символе» и должен схватить Юсиро и Михару. В то же время Кадзукиё, Хирокава и Нисида разрабатывают план дальнейших действий. |                                                                       |            |  |
| 18 | Окно во двор «Урамадо» (裏窓)                                         | 07.02.1999 |  |
| Кадзукиё знает, что Юсиро укрывается в азиатском квартале, где правят преступные элементы. Между тем заговорщики готовятся к экономическому коллапсу в мире, чтобы «пробудить Японию от долгого сна». Продовольственный кризис в стране вызывает бунты. В наведении порядка участвуют отряды SSDF. Под прикрытием зачистки криминального района главной целью операции для клана Гова является поиск сбежавшего парня. На его поимку отправлены тактическая броня и вертолёт с термографом. |                                                                       |            |  |
| 19 | Рыдания «До:коку» (慟哭)                                              | 14.02.1999 |  |
| Ван говорит Юсиро, что беспорядки были спланированы, а жителей трущоб сделали козлами отпущения. Глава «Символа» обращается за помощью к Пентагону, чтобы забрать Михару. За подростками также охотятся японская полиция и военные. Юсиро собирается попасть в Токио. Ван, понимая, что стал расходным материалом для организации, где раньше был, пытается вывезти беглецов на корабле. Но спецназ морской пехоты США захватывает Михару и улетает на вертолёте. Ван умирает от ранения, успев предупредить, что девушку похитил «Символ». В ответ на американское эмбарго правительство Японии вводит чрезвычайное положение, мобилизуя SSDF. По стране объявлен комендантский час. |                                                                       |            |  |
| 20 | Волнения «До:ран» (動乱)                                              | 21.02.1999 |  |
| Михару доставлена руководителю «Символа», но психически неустойчива и похожа на куклу. Её помещают под наблюдение и планируют отправить на обследование в США. Командир отряда тактической брони SSDF решает добровольно присоединиться к Нисиде и полковнику Хирокаве, которые собрались в информационном центре Гова. Юсиро прибывает в Токио и звонит проведать Мисудзу. Рядом со зданием парламента собираются тысячи демонстрантов. Граждане требуют правды о случившемся и отмены комендантского часа. Военные занимают позиции у главных ворот. Премьер-министр Японии покидает парламент, толпа закидывает его автомобиль камнями. Роботам SSDF дан приказ разогнать нарушителей, однако пилот механизма убивает женщину, бросившую коктейль Молотова, и впадает в панику. Машина премьера подрывается на мине. Юсиро просит помощи у своих сослуживцев. |                                                                       |            |  |
| 21 | Гон «Сиссо:» (疾走)                                                   | 28.02.1999 |  |
| В связи с массовыми беспорядками и нападением на премьер-министра в Японии запрещены любые передвижения гражданских лиц в течение 24 часов. Улицы патрулируются усиленными отрядами SSDF. Юсиро рассказывает знакомым женщинам-офицерам, что Михару похитили военные США, потому что она пилот «Символа» и обладает необычными способностями. В лагере заговорщиков Нисида не сомневается, что в ответ на продовольственный кризис, Америка продемонстрирует всему миру свою мощь и осуществит нападение на Токио под предлогом борьбы с терроризмом. Два вертолёта приземлились на авиабазе Йокота, где удерживают Михару. Руководитель «Символа» получает новые инструкции насчёт девушки. Юсиро и его помощницам на грузовике с тактической бронёй приходится нарушить закон и вторгнуться на американскую территорию. Против названных гостей высланы истребители F-22 Raptor. Дуэль с ними слишком тяжела, вызволить Михару не удаётся. |                                                                       |            |  |
| 22 | Инкарнация «Гонгэ» (権化)                                             | 07.03.1999 |  |
| Из-за схватки с истребителем Юсиро получает контузию. Его отвозят в больницу. Капитаны Атака и Кабураги своими действиями рискуют попасть под трибунал. Но полковник Хирокава заявляет им, что лично разрешил нападение на базу и берёт ответственность на себя. Президент США обсуждает план вторжения. Нисида уверен, что удар будет нанесён в ближайшее время. Юсиро является к Кадзукиё, обвиняет его в мании величия и отказывается стать марионеточным божеством, добавляя, что лучше он проживёт жизнь как маленький человек, чем возьмёт на себя бесчисленные смерти. За непонимание «великого замысла» и любовь к людям парень получает пощёчину и уходит. Кадзукиё твёрдо намерен изменить мир по своему образу и подобию. Он предупреждает несогласного подростка, что в течение 40 часов американцы уничтожат центр заговорщиков, в распоряжении которых отряд тактической брони SSDF, где служит Юсиро. Если ему дороги жизни боевых товарищей, то придётся защищать и врагов. Нисида осознаёт, что его попытка обречена, но след в истории останется и когда-нибудь для Японии наступит новая эра. Мисудзу приходит в лабораторию Гова к запертому кугаю. Американские десантные самолёты с мехами готовятся к вылету. |                                                                       |            |  |
| 23 | Вечность «Мукэн» (無間)                                               | 14.03.1999 |  |
| США готовы задействовать тактическую броню, чтобы покончить с заговорщиками. Президент считает, что нужно атаковать первыми, чтобы японцы не смогли обвалить доллар и обрушить американскую экономику. Для предотвращения мировых протестов и сохранения государственной тайны, в операции должны применяться меха Fake, которых предоставит ЦРУ. В Японии Нисида говорит, что Америка ударит раньше, чем откроется Нью-Йоркская фондовая биржа. Кадзукиё думает, что операция в заливе Свиней повторяется. В лаборатории Гова полагают: Мисудзу является каи, поскольку на неё отреагировал кугай. Глава «Символа» получает указание подготовить Михару к пилотированию брони для участия в американском нападении. Янки хотят провести разведку, не зная, что их враги находятся не в Итигае, а в главном здании Гова. Атака и Юсиро замечают низколетящий самолёт радиоразведки США над Токио. Ночью рядом со штабом Сил самообороны вертолёт, не засечённый радаром, сбрасывает Fake с Михару, запрограммированной сражаться до последнего. Но Юсиро способен предотвратить бойню и помогает восстановить психику девушки, которую знал в прошлой жизни. Их связь не исчезла даже спустя сотни лет. Кадзукиё решает этим воспользоваться. |                                                                       |            |  |
| 24 | Знаки препинания «Куто:тэн» (句読点)                                  | 21.03.1999 |  |
| Американцы готовятся штурмовать главное здание корпорации Гова, ключевой целью является квантовый компьютер в криогенной камере, для уничтожения необходимо электромагнитное оружие. Нисида понимает: в этой схватке отряд SSDF может быть уничтожен, но командир уверяет, что бойцы прибыли добровольно. Транспортные самолёты США высаживают тактическую броню, которая проникает в здание, стремясь попасть на нижние уровни через шахты лифтов. Боеприпасы и силы защитников истощаются, противник прорывается. В строю остаются только меха Юсиро и Атаки. Вражеская электромагнитная пушка может разнести их в клочья и создаёт помехи. Единственный способ победить — запустить оставшиеся ракеты, подойти на близкое расстояние и выстрелить по турбине. Юсиро использует свои способности, чтобы одолеть последнего неприятеля. Штурм отражён, обе стороны понесли потери. Михару говорит руководителю, что покидает «Символ». Несмотря на поражение в Токио, Тихоокеанский флот США ждёт приказа на полномасштабное нападение. Президент отказывается и требует срочно отменить мораторий на экспорт зерна, объявив об этом всему миру. Нисида, получив информацию от Хирокавы, решает прекратить операцию по обрушению экономики. Он сообщает в Белый дом, что американцы сделали шаг к взаимопониманию с Японией и победителей в данной войне не будет. Глава заговорщиков уходит из жизни, совершив харакири. Но Кадзукиё всё равно хочет продолжить собственную амбициозную игру. |                                                                       |            |  |
| 25 | Гасара «Гасара» (餓沙羅)                                              | 28.03.1999 |  |
| Кадзукиё стремится любой ценой получить силу Гасараки. Чтобы исполнить своё желание, он должен контролировать время и ход истории. Тьма восстанет из глубины веков. Власть разрушать позволит стать богом, которому подчинится весь мир. Для совершения ритуала учёными Гова подготовлен кугай. Только каи на этот раз будет не Юсиро, а Мисудзу. Эксперимент грозит обернуться худшим для человечества, высвобождая ярость погибших за тысячелетие и открывая врата к бесконечному ужасу и вечным страданиям. |                                                                       |            |  |

## Производство
Режиссёр Такахаси в интервью сказал, что не собирался выпускать проект, кардинально отличавшийся от его предыдущих работ. Разница в том, что можно было добавить одну новую вещь. Это отражают первые две серии. Например, тактическая броня кажется очень похожей на Votoms, хотя если внимательно их сравнить, то впечатление изменится. По поводу исполнения Юсиро ритуального танца, сначала идея заключалась в том, чтобы сделать главным героем гейшу, хорошо обученную искусствам, но с внутренней тьмой и даже менее социально приспособленную. В ходе мозгового штурма создатели решили, что роботы будут представлены как тактическое оружие. При изображении войны возник вопрос, какая из них больше всего понравилась бы молодёжи 1990-х годов. По мнению Такахаси, вероятно, это война в Персидском заливе. Более того, в будущем вряд ли случится тотальная война, однако часто могут вспыхивать региональные конфликты и национальная рознь. В итоге, Gasaraki — это попытка объединить элементы театра но и реалистичных роботов, которые полностью противоположны. История Юсиро показана как борьба с собой. Такахаси убеждён, что речь идёт о личностном росте. Ответом на вопрос «что это значит?» становится «знай своего врага». В обычном аниме про роботов противник ясен либо с самого начала, либо в течение первых двух-трёх серий. Режиссёр счёл интересным отказаться от условности и заменить её разгадкой тайн. Юсиро — очень неуверенный в себе человек. Когда он осознаёт, что является его настоящим врагом, сюжет подходит к концу. Это видно не только по его разговорам и поведению, но и отношению сослуживцев из отряда SSDF. Люди обычно хотят, чтобы их семья была опорой. Клан Гова производит впечатление теневых правителей Японии, тем не менее они выглядят неоднозначно. Если у них окажется слишком много власти, тогда Гова станут похожими на «стариков из Камакуры», что менее убедительно.
Режиссёр думал, какой будет финальная сцена. Он намеревался сделать её как в документальных фильмах, где с помощью аэрофотосъёмки видно условное тибетское нагорье на высоте четырёх—пяти тысяч метров, а затем камера внезапно отдаляется, чтобы показать огромное пространство. Создатель хотел, чтобы Юсиро и Михару стояли там обнажёнными. Данное изображение воплощало идею начать всё сначала. Но от таких планов пришлось отказаться. Проблема заключалась в структурировании сюжета и конкретизации. Например, чиновник Нисида предполагался молодым, красивым и сдержанным, вроде Чжугэ Ляна. Затем дизайнер персонажей Мурасэ придумал внешность пожилого мужчины. Такахаси наметил в середине сериала сменить костюм Нисиды, но продюсеры отклонили. Этот персонаж обычно носил повседневное мужское кимоно. Человек, олицетворяющий дух японской добродетели и утончённости, не пойдёт в здание парламента в таком виде. В конце концов, он не якудза. Когда режиссёр опомнился, в производственном отделе сказали, что слишком поздно. Такахаси желал, чтобы Нисида носил церемониальные штаны хакама, даже если придётся создать один кадр. С позиции руководства, укладываясь в график, нужно свести к минимуму любую незапланированную работу и избавить студию от головной боли. Однако, разговор слышали сотрудники Sunrise, и все они встали на сторону Такахаси.
Горо Танигути, режиссёр эпизодов, обратил внимание, что на создание повлияли противоречия среди съёмочной группы по отношению к Америке: позиция Такахаси, который родился во время Второй мировой войны (1943 год), принципиально отличается от тех, кто появился на свет во время японского экономического чуда. Традиционная — зло слишком упрощено. Танигути полагает: главный режиссёр сделал что-то вроде предупреждения, адресованного молодым сотрудникам двадцати и тридцати лет. В основе — консервативная философия, противостоящая всему, что не считается благородным. Ранее в большинстве меха-аниме повествование вращалось вокруг победы молодого героя с антиавторитарной позицией над злой организацией. Такахаси и сценарист Нодзаки сосредоточились на роли человека в истории, культуре и обществе, поэтому Юсиро вынужден скитаться в одиночестве. Такахаси провёл своё детство, когда порядок военного времени развалился в одночасье и наступил хаос. Хотя он может не помнить реальных обстоятельств и беспорядка в конце войны, ему близки чувства того поколения. Танигути считает, что Gasaraki — драма о семейных отношениях. В центре внимания находится клан Гова, мир показан с их точки зрения. Согласно Танигути, Кадзукиё — главный герой, даже если это разочарует некоторых зрителей. Сюжет развивается вокруг Юсиро, ключевого персонажа. Что касается семьи, то в ней главный Кадзукиё.
Ютака Идзубути занимался созданием тактической брони Тип 17, Metal Fake Иштар и двух кугаев, а всё остальное, включая внутренний вид роботов, было отдано Синдзи Арамаки. Это немного напоминало работу над Combat Mecha Xabungle вместе с Кунио Окаварой. С самого начала Идзубути надеялся на сотрудничество, потому что приходилось придумывать много технических средств. Предварительные раскадровки показывали, что проект предполагался историческим фэнтези. Идзубути надеялся пригласить Коити Охату (MD Geist). Но в ходе производства упор был сделан на военные действия с использованием тактической брони, поэтому дизайнер настаивал на участии Арамаки, работу которого он знал ещё в Metalskin Panic Madox-01. Арамаки внёс огромный вклад в улучшение сложных деталей большого количества техники, представленной в Gasaraki. Благодаря его усилиям сериал стал более реалистичным. Режиссёр Такахаси сказал, что Идзубути сделал самое главное — пригласил Арамаки и сценариста Конаку. Сюжет поначалу был сосредоточен вокруг Юсиро, обладавшего оружием, передававшимся из поколения в поколение, и вынужденного стать беглецом. Режиссёр заявил, что хотел ввести роботов, похожих на Votoms и Galient. Идзубути, рассчитывавший на историческое фэнтези, спросил про себя: «Вы серьёзно?». Такахаси ранее предлагал идею, где дети занимают робота и с его помощью сбегают от корпорации. Дизайнеру это понравилось, хотя в сериал не вошло. Одно время режиссёр даже думал о трансформере-мотоцикле, но все сотрудники оказались против. В раскадровке, нарисованной Сюко Мурасэ, Юсиро облачён в древние доспехи и спасается от преследователей. Вполне естественно, что в кугай включены элементы о-ёрой. Кугаи могли стать ключевой визуальной составляющей, они разрабатывались как доспехи периода Хэйан и были основаны на черновом дизайне Гасараки.

## Выпуск
Сериал был издан Bandai на 9 DVD, LaserDisc и VHS в 1999 году. Комплекты выпускались в 2004 и 2010 годах (серия Emotion the Best). Видео размещено для просмотра на сайте Bandai Channel.
В 2000 году ADV выпустила в США первый DVD Gasaraki, где присутствовали четыре серии. Семь оставшихся дисков содержали по три серии каждый. Выпуск представлен в полноэкранном формате 1,33:1 (4:3), как его и показывали по телевидению. В компьютерной графике и обычной анимации есть небольшая пикселизация, но она не отвлекает. Звук: английский и японский, стерео 2.0. Следует подчеркнуть, что язык не всегда соответствует субтитрам, особенно это заметно во второй серии. Хотя в большинстве случаев они довольно близки. Дополнительных материалов более чем достаточно, например, к диску прилагается буклет, где подробно показаны отношения в семье Гова и анализ японских специальных сил самообороны. Кроме того, есть анимированное меню, превью Martian Successor Nadesico, Generator Gawl, «Sin: Создатели монстров», Blue Seed, Samurai X и несколько клипов с других изданий ADV. Также доступны двухстраничное текстовое интервью с Рёсукэ Такахаси, четыре страницы с набросками персонажей, глоссарий (пять терминов) и три страницы заметок создателей Gasaraki. Диск получил оценку «настоятельно рекомендуется». Последний восьмой том появился в 2002 году.
В 2012 году Right Stuf (лейбл Nozomi Entertainment) издала Gasaraki: Complete Series. На обложке были изображены Юсиро и Михару в форме своих отрядов тактической брони на чёрно-красном фоне, что немного угнетало и вместе с тем содержало намёк на тайну, в результате столкновения существ прошлого с высокотехнологичными аспектами настоящего. По мнению DVD Talk, качество оказалось намного ниже среднего, которое можно было ожидать от любого аниме, и это не меняется с первой до последней серии. Трансфер устаревший, хотя и достойный. Цвета тусклые и приглушённые, но сжатие видео не было совсем плохим, детализация приличная. Показ невпечатляющий, неинтересный и разочаровывающий, однако сериал выглядит нормально для выпуска 1990-х годов, не подвергавшегося реставрации. Качество звука среднее, Dolby Digital 2.0 так и не удалось улучшить общую картину. Это касается и английской, и японской дорожки, особенно при воспроизведении диалогов. Дополнения: опенинг и эндинг без титров, краткий рассказ о производстве, посвящённом раннему дизайну и трейлеры к другим релизам Nozomi Entertainment. Итоговая оценка — «пропустить». С другой стороны, The Fandom Post поставил видео хороший балл — B, поскольку, с точки зрения рецензента, сериал не слишком состарился и ему соответствует мрачный стиль. Обзор был осуществлён на HDTV Sony KDS-R70XBR2, с Blu-ray-проигрывателем PlayStation3, HDMI с поддержкой 1080p, AV-ресивером Onkyo TX-SR605, акустической системой Panasonic SB-TP20S и сабвуфером на 100 ватт.
Во Франции комплект из 6 DVD поступил в продажу от компании Dybex. В Австралии за издание отвечала Madman Entertainment, у каждого из 8 дисков было своё название: «Призыв», «Кольцо открывается...», «Предательство», «Из пепла...», «Откровения», «Огни войны», «В паутине» и «Быть каи». В 2017 году Crunchyroll добавил Gasaraki в свой каталог.
В 2000 году Bandai выпустила игру Tactical Armor Custom Gasaraki для PlayStation.
Персонажи сериала, Юсиро и Михару, а также их тактическая броня появились в компьютерной игре Super Robot Wars X-Ω для iOS и Android в 2017 и 2019 годах.

## Музыка
| №   | Название      | Длительность |
| --- | ------------- | ------------ |
| 1.  | «Message #9»  | 3:56         |
| 2.  | «Tie»         | 3:39         |
| 3.  | «Oroshi»      | 2:56         |
| 4.  | «Unknown»     | 2:28         |
| 5.  | «Beginaction» | 2:54         |
| 6.  | «Schrreal»    | 2:58         |
| 7.  | «Scramble»    | 2:00         |
| 8.  | «B.A.D.G.E.»  | 2:35         |
| 9.  | «Kryptic»     | 3:11         |
| 10. | «Kugai»       | 1:49         |
| 11. | «Heat»        | 1:07         |
| 12. | «Armaments»   | 2:12         |
| 13. | «Miharu»      | 2:07         |
| 14. | «Shikimi»     | 2:19         |
| 15. | «F»           | 2:08         |
| 16. | «Guerrilla»   | 1:13         |
| 17. | «Battlefield» | 1:02         |
| 18. | «Densho»      | 3:36         |
| 19. | «Moon»        | 2:10         |
| 20. | «Love Song»   | 3:48         |

| №   | Название                                   | Длительность |
| --- | ------------------------------------------ | ------------ |
| 1.  | «GA SA RA KI»                              | 2:03         |
| 2.  | «Wataru-mi»                                | 2:15         |
| 3.  | «Strap down»                               | 1:49         |
| 4.  | «Kick Stage»                               | 3:06         |
| 5.  | «Top attack»                               | 1:50         |
| 6.  | «J-ideologie»                              | 2:07         |
| 7.  | «T・A»                                     | 2:41         |
| 8.  | «Inner Line»                               | 2:00         |
| 9.  | «Thousand»                                 | 2:34         |
| 10. | «Arena»                                    | 1:46         |
| 11. | «Song»                                     | 2:10         |
| 12. | «Access»                                   | 2:05         |
| 13. | «Heian»                                    | 1:53         |
| 14. | «Vanity»                                   | 6:21         |
| 15. | «Message»                                  | 2:46         |
| 16. | «Mari»                                     | 3:04         |
| 17. | «Public»                                   | 1:27         |
| 18. | «Remix of Message #9: type M (TV Version)» | 1:32         |

Начальные композиции:
- «Message #9», в исполнении Томоко Танэ, слова её же, музыка и аранжировка — Хогари Хисааки
- «Remix of Message #9: type M», в исполнении Томоко Танэ (15—16 серии), музыка — Хогари Хисааки, аранжировка — Масаси Мацубаяси

Завершающая композиция:
- «Love Song», в исполнении Томоко Танэ, слова её же, музыка и аранжировка — Акино Араи[27]

Прочая композиция:
- «Vanity», в исполнении Seema (15—16, 19 серии), музыка — Масахиро Саяма и Такаси Харада, аранжировка — Масахиро Саяма[28]

Две части саундтрека были изданы Victor Entertainment в 1998—1999 годах. Синглы Томоко Танэ вышли 21 октября 1998 года. Кроме того, в 1998—1999 годах были выпущены 4 Drama CD, а также дополнительный альбом The Seven Seals of Methuselah. Музыка Gasaraki наполнена синтоистскими песнопениями, барабанами и другими инструментами. Опенинг «Message #9» спет на английском языке в стиле техно, на что указывают синтезаторы. Эндинг «Love Song» имеет более «средневековое» звучание, похожее на Record of Lodoss War. Музыкальное сопровождение наиболее эффективно и сбалансировано во время сражений мехов и танцев но.

## Критика
CBR включил Gasaraki в список 10 классических меха-аниме 1990-х годов, о которых «никто не говорит».
В рецензии сайта ex.org отмечается, что вводя религиозный подтекст, сериал идёт по стопам «Евангелиона». Дизайн персонажей напоминает отчасти «Евангелион», отчасти Mobile Suit Gundam Wing. Так, Михару, особенно в контактном комбинезоне, похожа на клон Рей Аянами. Майкл Тул на сайте Anime News Network выделил две вещи, связывающие сериал с «Евангелионом»: тактическая броня, в основе которой лежат мистицизм и технологии, а также Михару — беспризорный пилот меха, она мало разговаривает, что звучит знакомо. Дизайнером персонажей является Сюко Мурасэ, и его работа указывает на Ёсиюки Садамото. Интересно, что Gasaraki значил больше, когда дебютировал, но позже «бесследно исчез». Он приземлённый, в отличие от «Евангелиона», заменяя страшных и загадочных ангелов обычным конфликтом между США и вымышленной ближневосточной страной. Вопреки цели большинства аниме-сериалов — развлечь аудиторию, Gasaraki больше интересует собственное содержание. Это не только увеселение, но академическое упражнение. Просмотр двадцати пяти серий твёрдой научной фантастики занимает немного больше времени, чем в случае такого же количества фансервисных боевиков.
Джонатан Клементс и Хелен Маккарти в своей энциклопедии назвали Gasaraki одним из лучших клонов «Евангелиона» конца 1990-х годов, сериал успешно повторяет идеи своего предшественника: растерянные дети, заговор военных и захватывающий экшен. Михару — очевидная переделка Рей Аянами (в пресс-релизах того времени часто появлялись слова «загадочная девушка»), в то время как необычно эффектные способности Юсиро стали долгожданным изменением по сравнению с неясными «естественными» возможностями. Режиссёр Такахаси, известный с Armored Trooper Votoms как «отец» реалистичных выпусков о роботах, не скупился на твёрдый экшен, чему во многом способствовало использование в сценарии событий войны в Персидском заливе и новостных репортажей с изменёнными названиями, что добавляло искусную частицу реализма.
Animerica определяет Gasaraki как «вкрадчивую маленькую песчаную бурю». Поклонники аниме-классики 1980-х годов сразу узнают общие темы с Votoms Рёсукэ Такахаси. Но какими бы похожими эти два сериала ни были, за 17 лет, разделяющих их производство, произошло многое. Здесь сочетаются тактика, технологии «Бури в пустыне» и её освещение в СМИ, «творческий ящик Пандоры» из «Евангелиона», а также интерес режиссёра к синтоизму. Тактическая броня больше похожа на Slave Trooper из Metalskin Panic Madox-01, поскольку их разработал Синдзи Арамаки. Чтобы получить чёткое представление о сюжете, необходимо посмотреть минимум три-четыре серии. С точки зрения автора рецензии, Гова — типичное дзайбацу, расширенное для аниме. Во многом сериал идёт медленнее «Евангелиона» и Cowboy Bebop. Вступительная заставка объединяет синтоистские барабаны и песнопения с техно на английском языке в стиле Шэрон Эппл в исполнении Томоко Танэ. Как и японский театр но, Gasaraki — интеллектуальная работа, предназначенная для искушённой и взрослой аудитории. Одни поклонники ценят аниме как искусство, наслаждаясь сложностью и тонкостью, а многие другие получают удовольствие от «крутых японских мультфильмов» из-за большого количества насилия, динамизма и энергии. Сериал создан для мыслящих фанатов и разочарует тех, кто любит быстроту, тряску и кровь, потому что это не блокбастер. Касательно приёма в США, неизбежные сравнения с «Евангелионом» могли помочь репутации, однако, сходство было незначительным. «Еву» обычно рекламировали так: девочки в обтягивающих костюмах и гигантские монстры. Gasaraki совершенно противоположный, не выставляет сексуальных красоток напоказ и не запускает суперроботов. Такой подход не в духе Такахаси, он лучше проявляет себя, когда рассказывает о военных интригах и древних ритуалах, где одинокий человек может сделать для мира больше, чем самое мощное оружие.
Журнал «АнимеГид» пишет, что «пластиковые» антропоморфные истребители и боевые машины с питанием от кабеля — не более чем декорации. Если зритель верит тому, что происходит с героями, технические вопросы отпадают, потому что он больше не видит декораций. Несмотря на безупречность технической части, на душевные смуты у главного героя не хватает времени, а вместо «вечного сияния страсти» — полноценный технотриллер. Присутствует драматический компонент: с одной стороны государственный переворот, исследование японского национального самосознания и работа тактического командного центра, выполненная с точностью, близкой к документальной, с другой — театр но. Рёсукэ Такахаси сказал: «Традиционное японское искусство входит в контраст с боевыми операциями и освещающими их телевизионными репортажами, на этом стыке рождается особый дух сериала». Несмотря на эклектичность, Gasaraki — очень спокойная, неспешная вещь. Клонирование «Евангелиона» проведено аккуратно и ненавязчиво: прямого плагиата нет, сценаристы Sunrise просто воспользовались проверенным образцом. Композиционное построение то же (есть серия с беглой боевой машиной и тайное общество, преследующее зловещие цели). Основные действующие лица — «старые знакомые, но без евангелионовской неврастении».
Gasaraki делает ставку не на революционность, а на проработку деталей и их взаимосвязей. На экранах компьютеров в тактическом командном центре — правдоподобные диаграммы с осмысленными подписями, графический интерфейс программ, с которыми работают персонажи, выглядит естественно (все меню англоязычные, но местами попадаются грамматические ошибки). Единственный ненатуральный спецэффект — зелёное пламя, вырывающееся из пиропатронов на «голенях» тактической брони при резких поворотах и форсировании препятствий. Управление реализовано не через паранормальные способности, а систему макросов и адаптивный искусственный интеллект. Роялей в кустах нет — тактическая броня рассматривается в контексте рабочего совещания, наглядная демонстрация: полигон для отработки тактики городского боя, поединок. За счёт удачного монтажа параллельно с развитием сюжета зритель получает всю информацию, которая обычно находится в сопроводительных книгах. Причины, по которым ультраправый Кэй Нисида ослепил себя, тесно связаны с тем, что толкнуло его к организации антиправительственного заговора. Скорее всего, он искренне заблуждается — прогресс нельзя повернуть вспять, военная диктатура никого не способна спасти и точно не сойдёт со сцены через три года, когда сыграет свою роль в сценарии, разработанном гениальным (безумным) слепцом-стратегом. Правда отчасти в том, что Нисида говорит о месте Японии в современном мире. Gasaraki — «мнимое документальное кино: сюжет — скорее пища для ума, чем отрада сердцу». В конце концов, технотриллеры не сильны красочным изображением человеческих страстей. Однако, помимо документального слоя в сериале есть и криптоисторический. В отличие от псевдодокументального реализма, «фантастика целостна на свой особый лад — почти любая информация о сюжете здесь становится спойлером».
Согласно Otaku USA, Gasaraki является противоположностью Code Geass: некрасивые персонажи сражаются на «современной» войне в реалистичных мобильных доспехах. Вместо ярких цветов — тёмные и приглушённые, вместо весёлых и сексуальных девушек — женщины, в основном военнослужащие (леди встречаются редко). Если Geass был создан для многочисленной юной аудитории, то Gasaraki для мужчин старшего возраста, не для детей. Данное аниме не предназначается рынку роботов, хотя ориентировано на него. Это научная фантастика и фэнтези о японской бюрократии. Например, аппаратчик-стоик Нисида, человек крайне правых взглядов, тайно влияет на ход дела, чтобы вернуть Японии старые традиции. У него настолько чистые и безумные идеалы, что он ослепил себя самурайским мечом, поскольку больше не мог смотреть на то, куда движется страна. Другими словами, ему противно иностранное влияние. Gasaraki — политизированный сериал, особенно в последней трети, где Нисида (неглавный герой, в отличие от Юсиро) пытается вызвать финансовый кризис, манипулируя ценами на пшеницу на фондовом рынке. Для тех, кто мало разбирается в торговле акциями, просмотр будет неинтересным. Знатоков это может сильно удивить и ошеломить. Нисида абсолютно переоценивает способность Японии влиять на мировую экономику. Он полагает, что, наводнив американский рынок дешёвой пшеницей, сможет обрушить всё. Такая надуманная схема подчёркивает: в обывательских мифах Gasaraki есть только три страны, несмотря на существование ООН: Япония, США (они важны) и «заменитель богом забытого третьего мира» Белуджистан. Никакие другие сверхдержавы и государства первого мира в здешнем будущем оружейных технологий не предлагают.
Сюжет частично предсказывает, что позже случилось в Ираке. Оружие массового поражения (в данном случае — продвинутые мехи) спрятано диктатором в Белуджистане и становится поводом к вторжению. Однако ход нападения игнорирует потребности фанатов боевой научной фантастики, которые могли бы стать целевой аудиторией. Несмотря на футуристические атрибуты, война превращается в танковое сражение в стиле битвы на Сомме 1916 года. При создании этих сцен не было никакой военной мысли, ни малейшего намёка на современные реалии (даже 1998 года): окружённый танковый батальон без воздушной и спутниковой поддержки быстро уничтожается натиском мехов. Вместо того, чтобы продемонстрировать, насколько грозны они в бою, получается лишь свести к тому, как неуклюж мир Gasaraki. В конечном счёте, план Нисиды состоит в том, чтобы вывести Японию из глубокой рецессии, ввергнув её в депрессию. Как объясняет «высохший» государственный деятель, страна подобна старому больному дереву, которое необходимо полностью сжечь. Нисида считает, что если люди настолько обеднеют, то они вернутся к традиционной культуре и самурайской феодальной системе. Он своего рода герой, неспособный вызвать глобальную катастрофу, в чём виновны не его безрассудные планы, а идеализм. В отличие от более прагматичной Америки, которая в итоге одерживает победу. Таким образом, сериал был задуман как слабое утешение для многих госслужащих, не оправившихся после разрыва японского финансового пузыря. Возможно, они просто совершали ритуальные действия по управлению страной, дни славы которой прошли. По крайней мере, у них были принципы. Но как ясно даёт понять Gasaraki, это не делает аниме хорошим — нужны захватывающий сюжет, сложные персонажи, интересный дизайн и так далее.
THEM Anime разместил два обзора — положительный и отрицательный. В первом случае рецензент поставил три звезды из пяти и назвал сериал хорошим, достойным и приятным, но не блестящим и удивительным, каким он мог быть. Плюсы: визуальное оформление, особенно последняя часть, фоны, сражения мехов, девушка. Заметно, что в анимации уделяется внимание боям в меха, которые чуть больше детализированы. Но это ожидаемо и даже приветствуется. Основная сюжетная линия интересна, персонажи изменяются на протяжении сериала (можно узнать разницу между всеми Гова). Есть привлекательная главная героиня (в любом случае, короткие сине-зеленые волосы в аниме не мешают), звуки и музыка вполне подходят, хотя во время разговоров и прочих сцен заметно отсутствие фонового сопровождения. Отбросив всё хорошее, нужно перейти к вопросу, который наверняка задавали зрители: почему это не «Ева»? Несмотря на то, что Gasaraki сосредоточен на меха, он не насыщен экшеном. Во многом сериал похож на фильмы Patlabor, где сюжет был важнее боевика. Однако здесь возникает проблема, единственный большой недостаток — история оказалась слишком растянута на 25 серий. Возможно, у создателей было около 13 серий с хорошим и сжатым сценарием, которые они попытались расширить до целого сезона. Такое решение могло сработать при условии качественного филлера и поддержания зрительского интереса (например, масштабным сражением). Но без этого остаются множество типовых действий (прогулки), бессмысленные разговоры, очень скучное «обучение» особенностям машин и явлений, слабые сюжетные зацепки (в первой части присутствуют намёки о случившемся «восемь лет назад», хотя при просмотре безразлично, что там было), из-за чего аудитория засыпает. Следует предупредить, что начало очень медленное и сериал не двигается с места примерно до середины, событий немного, за исключением боёв тактической брони и ритуала Кугай, который в тот момент ничего не значит, что заставит зевать и смотреть с друзьями «Таинственный театр 3000 года». Ближе к концу становится намного лучше, и темп значительно ускоряется, хотя большинство людей может уйти в начале. Присвоен рейтинг PG-13 ввиду насилия и взрослых тем. В итоге, смотреть или нет, решать зрителям. Последняя часть вышла более артистичной, чем остальные, претендуя на дополнительную звезду.
Второй обзор был негативным, с оценкой одна звезда из пяти, хотя написан частично (на основе трёх серий), в отличие от предыдущего. Другой рецензент кратко охарактеризовал Gasaraki: но-драма и меха. Идея могла быть интересной, но обозреватель предпочёл, чтобы «чумная крыса попала в него через лоботомию», чем возвращаться к сериалу, который он обвинял в глупости. Например, «Конец Евангелиона» автор отзыва смотрел три раза. Даже отличные меха не смогли помочь, потому что вышел плохо сделанный клон «Евы». В «Экспериментах Лэйн» вводная часть и сюжет были лучше, чем в странном Gasaraki. Кроме того, «больше раздражает, что персонажей зовут Гова, но непонятно, кем они были». Дизайн ничем особенным не выделяется. Это не Анно, который снял «Он и она и их обстоятельства». Рёсукэ Такахаси больше известен по Armored Trooper Votoms и одному из эпизодов превосходной военной драмы The Cockpit. На 1998 год получилась далеко не самая лучшая его работа. Можно добавить, что ранее «Сейлор Мун» преуспела, объединив синтоизм и аниме.